# 藝陣

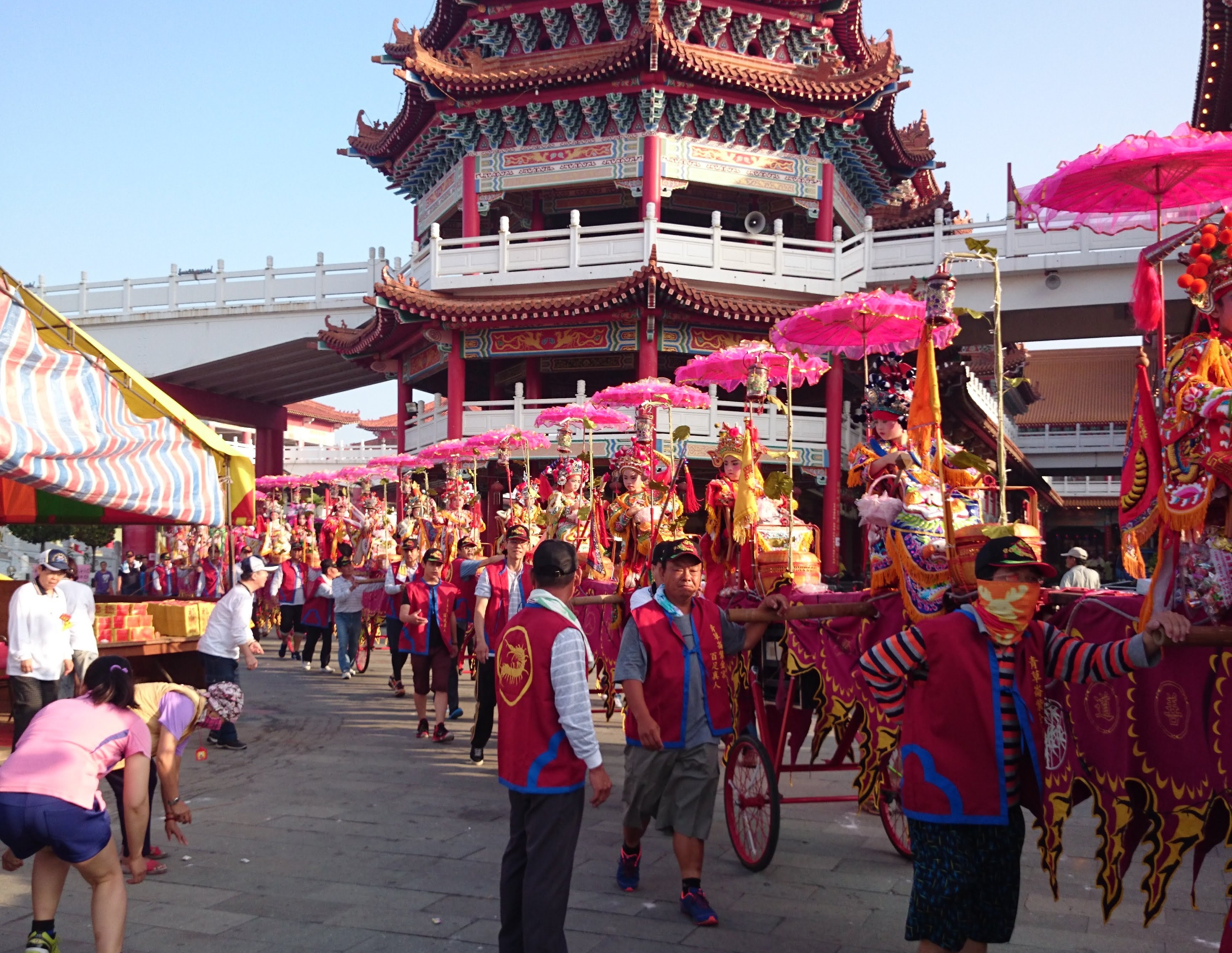
蜈蚣陣是同時兼具藝閣與陣頭特色的民俗技藝。

藝陣，又稱走會、香會、花會，於東亞傳統民間進香遶境、迎神賽會場合中，為「迎熱鬧」之主力。「藝陣」一詞為台灣的稱呼，是藝閣與陣頭的併稱。
藝陣具強烈表演功能，由寺廟提供，俗諺有謂「輸人不輸陣，輸陣歹看面」，可看出藝陣在宗教場合的重要。藝陣之中的「藝閣」乃由真人或偶人坐在其上扮演各種民間故事的華麗活動舞臺；「陣頭」早期大都由地方子弟組成，晚近則因社會結構改變，而有職業性的陣頭出現。

## 藝閣
藝閣，題材大都採用民間故事及古典文學故事。近幾年也有不少題材取材自西洋童話故事。這些表演又稱神功戲、社戲。

### 《封神演義》
- 〈文王拖車〉
- 〈哪吒鬧東海〉

### 《三國演義》
- 〈甘露封招親〉
- 〈趙子龍救主〉

### 《西遊記》
- 〈孫悟空大鬧天宮〉

### 民間故事
- 《七仙女》，又名《天仙配》。中國四大民間傳說之一，民間廣為流傳的古代人仙之戀的傳說。
- 〈桃花女鬥周公〉
- 〈媽祖〉

## 陣頭

### 宗教陣頭

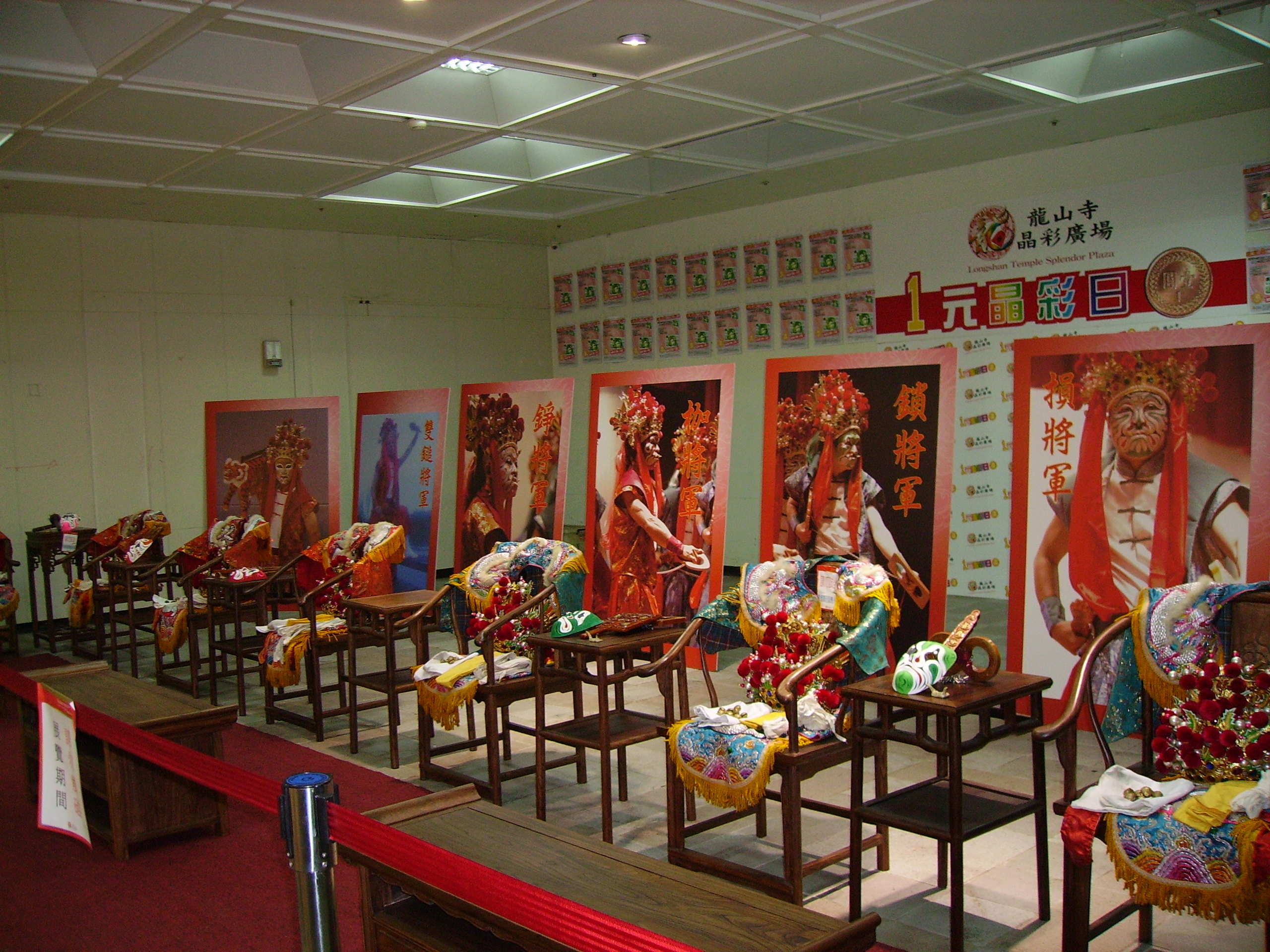
官將首的服裝與照片

- 什家將、八家將，於台灣是指負責捉邪驅惡的神祇，也是種陣頭名稱。其起源眾說紛紜，不過較可信的是，該八家將為將其古代衙門巡捕審堂體系神格化，其有監察司、長壽司、獎善司、陰陽司、福德司、罰惡司、增祿司、速報司，其中兩位與兩位官將重複。
- 官將首

### 化妝表演陣頭
- 公揹婆陣
- 車鼓弄，是一種一生一旦配對的表演陣頭。戲目以車鼓調為主，多為以歌謠方式表現的民間故事，內容大都是描寫男女之間的私情，詞句通俗有趣。
- 獅陣，即舞獅。是一種中國民間傳統表演藝術。表演者在鑼鼓音樂下，裝扮成獅子的樣子，作出獅子的各種形態動作。中國民俗傳統，認為舞獅可以驅邪辟鬼。故此每逢喜慶節日，例如新張慶典、迎春賽會等，都喜歡打鑼打鼓，舞獅助慶。

### 趣味陣頭
- 跳鼓陣，是以跳躍和擊鼓為表演內容的陣頭，成員一般以八人為基準。表演本身並無劇情，純為湊熱鬧，但因競爭劇烈，紛紛在表演中增加各種技藝表演來吸引觀眾。

### 武術陣頭
- 宋江陣，是一種結合武學和藝術的民俗表演，最早出現於明末清初，相傳是少林五祖拳祖師蔡玉川所創，由一些愛好武術者在廟會廣場表演各種武術招式。表演時人數不拘，男女皆可，通常以三十六人、七十二人為主，甚至百餘人，但以一百零八人為大忌。以前民間傳說地方上有亂事，以宋江陣武師可以執干戈以衛社稷。

### 乞丐陣頭
- 天子門生陣

## 其他

### 蜈蚣陣
亦稱「蜈蚣棚」、「蜈蚣坪」、「蜈蚣閣」，金門地區稱為「蜈蚣座」為台灣與閩南廟會重要藝陣之一，係由適齡兒童扮演作歷史或神話人物，安坐於長條形的臺座上，由人力或裝上車輪行走。蜈蚣陣在民俗研究上，有歸類於陣頭者，亦有歸類為藝閣者，於各地廟會間定位亦有所不同。一般作蜈蚣造型，亦有採「龍頭鳳尾」造形者，則稱「龍鳳閣」、「龍鳳棚」、「龍閣」。因其具有濃厚的宗教性質，台灣南部常認為具有神性，稱其為「百足真人」。

### 旗魚陣
旗魚陣是宜蘭蘇澳南方澳獨自發展的陣頭，從日治時期的日本祭典所演變而來。日治時期日人招致漁民移民，並建立奉祀海神的「蘇澳金刀比羅神社」，陣頭演變自日本祭典的扛神轎，改為扛旗魚。

### 電子花車
亦稱「電子琴花車」，是台灣的一種特殊文化，這項文化是從民間喪葬習俗所演變而來。發展至今，原本以人力扛抬遊街以表演各種南管樂曲的藝閣，慢慢轉變成用牛車、木輪車、電動車以至於大貨車承載，其上表演舞台的裝飾也越來越花俏，並且隨著科技的進步，各種聲光特效乃至於油壓式開展舞台也應運而生。